# Triglochin maritima
Triglochin maritima là một loài thực vật có hoa trong họ Juncaginaceae. Loài này được L. miêu tả khoa học đầu tiên năm 1753.